# Excirolana affinis
Excirolana affinis is een pissebed uit de familie Cirolanidae. De wetenschappelijke naam van de soort is voor het eerst geldig gepubliceerd in 1971 door Jones.